# 小名浜港
小名浜港（おなはまこう）は、福島県いわき市小名浜にある福島県最大の港湾。港湾法上の重要港湾、港則法上の特定港に指定されている。

## 概要
いわき市中部沿岸部の小名浜に位置し、南側に開けた港である。江戸時代、延享4年（1747年）より幕府の代官所がおかれ、磐城平藩などの年貢米積出港として港の基礎が築かれた。明治時代以降、常磐炭鉱の発見により、商港として首都圏への石炭輸送基地としての役割を担い、大正から昭和初期にかけ港湾整備が進み、重要港湾指定、新産業都市指定などを経て、周辺の工業地域の物流拠点として、また国際貿易港として発展を続けていった。商業施設や公園、水族館が港湾区域内に建設されており、福島県内でも有数の観光地としても知られている。
- 港湾区告示 - 1952年9月11日（1994年11月21日変更）
- 重要港湾指定 - 1951年1月19日
- 開港指定 - 1956年5月1日
- 国際バルク戦略港湾（石炭）指定 - 2011年5月31日
- 特定貨物輸入拠点港湾（石炭）指定 - 2013年12月19日

## 施設

### 松下地区・栄町地区
| 名称                | 延長（m） | 水深（m） | 船型（総トン） | 船席数 |
| ------------------- | --------- | --------- | -------------- | ------ |
| 1号埠頭第1・2号岸壁 | 213       | -7.5      | 300            | 2      |
| 1号埠頭第3号岸壁    | 150       | -9.0      | 300            | 3      |
| 1号埠頭-4.5m岸壁    | 250       | -4.5      |                | 1      |
| 栄町岸壁            | 150       | -5.0      | 250            | 2      |
| 栄町岸壁            | 100.2     | -6.0      | 300            | 1      |
| 栄町岸壁            | 402       | -5.0      | 250            | 5      |
| 栄町岸壁            | 200       | -5.0      | 250            | 2      |
| 栄町岸壁            | 150       | -5.0      | 250            | 2      |
| 栄町岸壁            | 277       | -5.5      | 300            | 3      |
| 中央桟橋岸壁        | 80        | -5.0      | 250            | 1      |
| 東桟橋岸壁          | 170       | -5.0      | 250            | 2      |
| 西桟橋岸壁          | 75        | -6.0      | 300            | 1      |
| 綱取物揚場          | 51.7      | -2.0      | 10             |        |
| 綱取物揚場          | 109       | -4.0      | 200            |        |
| 東桟橋物揚場        | 164       | -4.0      | 200            |        |
| 中央桟橋物揚場      | 297.3     | -4.0      | 200            |        |
| 西桟橋物揚場        | 69        | -4.0      | 200            |        |
| 栄町小船物揚場      | 165.7     | -1.5      | 10             |        |
| 辰巳町物揚場        | 38.5      | -2.5      | 100            |        |

小名浜港の最も東側に位置し小名浜漁港を成す地区であり、漁港区の南東側の一部が松下地区、その他漁港区の東側から西側の1号埠頭のうち東側、南側までが栄町地区となる。漁港区の岸壁や物揚場が整備されており、1号埠頭には小名浜魚市場が立地する。埠頭突端には駆逐艦汐風が埋設されている。

### 1・2号ふ頭地区
| 名称             | 延長（m） | 水深（m） | 船型（重量トン） | 船席数 |
| ---------------- | --------- | --------- | ---------------- | ------ |
| 2号埠頭第3号岸壁 | 130       | -7.5      | 5,000            | 1      |
| 2号埠頭第4号岸壁 | 130       | -7.5      | 5,000            | 1      |
| 2号埠頭第5号岸壁 | 73        | -4.5      | 700              | 1      |
| 2号埠頭第6号岸壁 | 73        | -4.5      | 700              | 1      |

1号埠頭の北西部に立地するいわき市観光物産センター「いわき・ら・ら・ミュウ」から2号埠頭にかけての地区であり、商港区では最も東側に位置する。海産物直売所や地元レストランの支店、郷土資料館等が入居するいわき・ら・ら・ミュウから、2号埠頭に立地する東北最大級の水族館、ふくしま海洋科学館「アクアマリンふくしま」にかけての区域はアクアマリンパークとして整備され、もともと立地していた古い倉庫を改装し、レストランと物産館が入居する「小名浜美食ホテル」、イベントホールが入居する「小名浜潮目交流館」がオープンするなど再開発が行われ、小名浜港の観光機能の多くを担う。臨港道路を挟み北側の後背地はイオンモールいわき小名浜が立地し、当地区とペデストリアンデッキで直結されており、津波災害からの避難所としても機能している。2号埠頭東側岸壁には巡視艇が係留されており、観光客の目を集めている。港湾機能は2号埠頭西側の第3～第6の四か所の岸壁が担っており、主に軽工業品が取り扱われる。

### 3号ふ頭地区
| 名称             | 延長（m） | 水深（m） | 船型（重量トン） | 船席数 |
| ---------------- | --------- | --------- | ---------------- | ------ |
| 3号埠頭第1号岸壁 | 175       | -10.0     | 10,000           | 1      |
| 3号埠頭第2号岸壁 | 175       | -10.0     | 10,000           | 1      |
| 3号埠頭第3号岸壁 | 175       | -10.0     | 10,000           | 1      |
| 3号埠頭第4号岸壁 | 175       | -10.0     | 10,000           | 1      |
| 3号埠頭第5号岸壁 | 7.        | -4.5      | 700              | 1      |
| 3号埠頭第6号岸壁 | 7.        | -4.5      | 700              | 1      |
| 3号埠頭第7号岸壁 | 7.        | -4.5      | 700              | 1      |

主に石炭をはじめとした鉱産品や化学工業品が取り扱われ、バルク用橋型水平引込式クレーン2基が備え付けられている。中央を臨港道路が貫き、南側で小名浜マリンブリッジを介し東港地区へと繋がる。

### 4号ふ頭地区
| 名称             | 延長（m） | 水深（m） | 船型（重量トン） | 船席数 |
| ---------------- | --------- | --------- | ---------------- | ------ |
| 4号埠頭第1号岸壁 | 90        | -4.5      | 700              | 1      |
| 4号埠頭第2号岸壁 | 200       | -10.0     | 10,000           | 1      |
| 4号埠頭第3号岸壁 | 200       | -10.0     | 10,000           | 1      |
| 4号埠頭第4号岸壁 | 100       | -6.0      | 3,000            | 1      |
| 4号埠頭第5号岸壁 | 100       | -6.0      | 3,000            | 1      |
| 4号埠頭第6号岸壁 | 100       | -6.0      | 3,000            | 1      |
| 4号埠頭小船溜    | 200       | -4.5      | 700              |        |

主に化学薬品が取り扱われ、ローディングアームが設置されている。

### 5号ふ頭地区
| 名称             | 延長（m） | 水深（m） | 船型（重量トン） | 船席数 |
| ---------------- | --------- | --------- | ---------------- | ------ |
| 5号埠頭第1号岸壁 | 240       | -12.0     | 30,000           | 1      |
| 5号埠頭小船溜    | 170       | -4.5      | 1,000            |        |

下記6号ふ頭地区と併せ多目的国際ターミナルとして作られ、2004年（平成16年）全面供用とすべて完成したのは港の中で最も遅い。中央を貫く臨港道路の東側が5号ふ頭地区、西側が6号ふ頭地区である。主に鉱産品が取り扱われ、災害時の物資輸送にも使われる。橋形クレーン式アンローダー1基が設置されている。

### 6号ふ頭地区
| 名称             | 延長（m） | 水深（m） | 船型（重量トン） | 船席数 |
| ---------------- | --------- | --------- | ---------------- | ------ |
| 6号埠頭第1号岸壁 | 240       | -14.0     | 50,000           | 1      |
| 6号埠頭第2号岸壁 | 130       | -7.5      | 5,000            | 1      |
| 6号埠頭第3号岸壁 | 130       | -7.5      | 5,000            | 1      |

5号ふ頭地区と臨港道路を挟んで西側に位置する。5号埠頭と同様に主に鉱産品が取り扱われ、バケット式連続アンローダー2基とホッパ分岐施設1期が設置されている。

### 7号ふ頭地区
| 名称             | 延長（m） | 水深（m） | 船型（重量トン） | 船席数 |
| ---------------- | --------- | --------- | ---------------- | ------ |
| 7号埠頭第1号岸壁 | 270       | -13.0     | 40,000           | 1      |
| 7号埠頭第2号岸壁 | 270       | -13.0     | 40,000           | 1      |
| 7号埠頭第3号岸壁 | 185       | -10.0     | 10,000           | 1      |
| 7号埠頭第4号岸壁 | 185       | -10.0     | 10,000           | 1      |
| 7号埠頭第5号岸壁 | 130       | -7.5      | 5,000            | 1      |
| 7号埠頭小船溜    | 339       | -4.0      | 200              |        |

二級水系藤原川左岸河口部に位置する。主に鉱産品を取り扱うため、バルク用橋形水平引込式クレーン3基が設置されている。

### 藤原ふ頭地区
| 名称              | 延長（m） | 水深（m） | 船型（重量トン） | 船席数 |
| ----------------- | --------- | --------- | ---------------- | ------ |
| 藤原埠頭第1号岸壁 | 185       | -10.0     | 10,000           | 1      |
| 藤原埠頭第2号岸壁 | 241.4     | -12.0     | 30,000           | 1      |
| 藤原埠頭第3号岸壁 | 185       | -10.0     | 10,000           | 1      |
| 藤原埠頭第4号岸壁 | 130       | -7.5      | 5,000            | 1      |

二級水系藤原川右岸河口部に位置する。主に木材を取り扱う。

### 大剣地区
| 名称                       | 延長（m） | 水深（m） | 船型（重量トン） | 船席数 |
| -------------------------- | --------- | --------- | ---------------- | ------ |
| 大剣埠頭第1号岸壁          | 130       | -7.5      | 5,000            | 1      |
| 大剣埠頭第2号岸壁          | 130       | -7.5      | 5,000            | 1      |
| 大剣埠頭第3号岸壁          | 185       | -10.0     | 10,000           | 1      |
| 大剣埠頭第4号岸壁          | 185       | -10.0     | 10,000           | 1      |
| 大剣埠頭第5号岸壁          | 130       | -7.5      | 5,000            | 1      |
| 大剣埠頭第6号岸壁          | 130       | -7.5      | 5,000            | 1      |
| 大剣埠頭第7号岸壁          | 130       | -7.5      | 5,000            | 1      |
| 大剣埠頭第8号岸壁          | 130       | -7.5      | 5,000            | 1      |
| 小名浜石油大剣1号さん橋    | 270       | -7.5      | 5,000            | 2      |
| 小名浜石油大剣2号さん橋    | 270       | -6.5      | 3,000            | 2      |
| 小名浜石油大剣3号さん橋    | 370       | -7.5      | 5,000            | 2      |
| 小名浜石油（株）シーバース | 360       | -15.0     | 75,000           | 1      |

商港地区の最も西側に位置し、主に自動車、化学薬品、危険物やコンテナ貨物を取り扱う。1998年（平成10年）に新たに国際貨物ターミナルが完成し、東アジア各国に航路が就航した。タイヤマウント式水平引込クレーン、トロリ式橋形クレーン各1基が設置されている。埠頭内には小名浜石油の専用桟橋と、西第二防波堤突端付近に専用シーバースが設けられており、陸側には広大な油槽所が立地する。

### 東港地区
| 名称      | 延長（m） | 水深（m） | 船型（重量トン） | 船席数 |
| --------- | --------- | --------- | ---------------- | ------ |
| 第1号岸壁 | 370       | -18.0     | 120,000          | 1      |

港湾内に建設された人工島であり、3号埠頭から小名浜マリンブリッジで結ばれている。主に鉱産品が取り扱われ、バケット式連続アンローダー2基と、トラック積ホッパ1基が設置されている。

### 剣浜地区
大剣地区のさらに西側に位置し、ヨットやプレジャーボートの係留施設やクラブハウスなどを備えたいわきサンマリーナとして整備の上、1994年より供用が開始された。翌年には福島国体のセーリング会場にも用いられ、マリンレジャーの拠点となっていたが2011年3月11日に発生した東日本大震災に伴う津波により壊滅し、被災から11年後の2022年6月1日より運営が再開された。

### 高山地区・渚地区・藤原地区
2号埠頭から藤原埠頭にかけての後背地区であり、大剣地区の小名浜石油などと併せ小名浜臨海工業地域の中核を成す。高山地区には日本化成小名浜工場が、渚地区には小名浜精錬小名浜精錬所と日本海水小名浜工場が、藤原地区には堺化学工業がそれぞれ立地する。

## 観光遊覧船
1号埠頭西側、いわき・ら・ら・ミュウ横に整備された桟橋より海上遊覧船が発着している。1992年より海上遊覧船「いわきデイクルーズ」が周航していたが、2011年の東日本大震災や福島第一原子力発電所事故で休業となった。2012年から運航を再開させたが利用客の減少や乗組員の高齢化により2019年9月に運航を終えた。いわきデイクルーズの運航終了後、国、福島県、市、地元企業などが研究会をつくり遊覧船の新会社設立が決まり、2021年春より観光遊覧船「小名浜デイクルーズ」が周航を開始した。1996年に建造された77tの船で、2020年3月に神奈川県横須賀市の運航会社から購入した船だが、かつては塩竈市や気仙沼市で渡し船に利用されていたこともある。

## 沿革
- 1747年 - 幕府代官所がおかれ、納付米の江戸向け積み出し港として港湾の基礎が築かれる。
- 1887年5月 - 常磐炭田小野田坑～小名浜港間に全長12kmの軽便鉄道が開通し、石炭の積出しが本格化する。
- 1918年 - 漁港修築工事が着手される。
- 1923年 - 漁港修築工事が竣工し、護岸277m、防波堤490m、物揚場155mが完成する。
- 1927年11月 - 第2種重要港湾に指定される。
- 1929年5月 - 内務省仙台土木出張所小名浜港修築事務所が開設され、商港修築第1期工事が着手される。
- 1938年5月 - 3,000t岸壁2バース計213m、防波堤400mが完成する。
- 1941年 - 商港修築第2期工事が着手されるも、太平洋戦争により一時中断する。
- 1947年4月 - 東北海運局小名浜支所が開設される。
- 1947年10月 - 福島県土木部小名浜港務所が開設される。
- 1948年 - 商港修築第2期工事が再開される。
- 1948年5月 - 小名浜海上保安部が開設される。
- 1951年1月 - 重要港湾に指定される。
- 1953年6月 - 外国船アルゴラブ号により硫安が初めて韓国へ輸出される。
- 1954年 - 内防波堤670m、外防波堤220mが完成する。1号ふ頭3,000t岸壁に初めて県営荷役機械（揚力6t）が完成し、1万t岸壁の建設が着手される。
- 1956年5月 - 関税法による開港指定がされ、横浜税関小名浜出張所が開設される。
- 1957年2月 - 台湾より工業塩が初めて輸入される。
- 1957年6月 - 1号ふ頭1万t岸壁が県単独事業として完成する。
- 1959年 - 県営荷役機械（7ｔ橋形水平引込式クレーンが1号ふ頭東側に設置される。
- 1959年7月 - 東京検疫所小名浜出張所が開設される。
- 1960年4月 - 特定港湾施設整備特別措置法に基づく特定港湾施設工事として西防波堤1号石炭岸壁が指定される。
- 1960年11月 - 県営曳船磐梯丸（126.62Ｇ/Ｔ、800馬力）が配置される。
- 1961年10月 - 福島県土木部港湾課が設置される。
- 1962年2月 - 第1次港湾整備5か年計画が策定される。
- 1962年10月 - 1号ふ頭石炭専門岸壁が完成し、常磐炭60万トンが積出される。
- 1963年4月 - 小名浜港務所から小名浜港湾建設事務所へ組織替えがなされる。
- 1963年7月 - 港湾審議会第19回計画部会において、港湾整備計画が審議了承される。
- 1963年8月 - 小名浜石油埠頭株式会社が設立される。
- 1964年2月 - 港湾隣接地域が指定される。
- 1964年3月 - 常磐・郡山地区として新産業都市に指定される。
- 1964年7月 - 外材輸入特定港に指定される。
- 1964年10月 - 臨港地区が指定される。
- 1965年8月 - 第2次港湾整備5か年計画が策定される。
- 1966年3月 - 2号ふ頭が完成し、東側に県営荷役機械8ｔクレーン4基が設置される。
- 1967年1月 - 港則法による特定港に指定される。
- 1967年4月 - 福島臨海鉄道が設立される。
- 1968年3月 - 3号ふ頭が完成し、県営荷役機械8ｔクレーン4基が設置される。
- 1968年10月 - 植物防疫法に基づく輸入港に指定される。
- 1969年3月 - 第3次港湾整備5か年計画が策定される。
- 1970年3月 - 4号ふ頭が完成する。
- 1970年4月 - 福島県企業局により、小名浜工業団地造成事務所が設置される。
- 1970年10月 - 漁港区にて-6ｍ岸壁が完成する。
- 1970年11月 - 小名浜港湾労働者福祉センターが完成する。
- 1971年5月 - 常磐炭鉱の閉山に伴い、小名浜港石炭埠頭株式会社が廃止される。
- 1971年10月 - 水先法による水先区に指定される。
- 1972年3月 - 第4次港湾整備5か年計画が策定される。
- 1973年7月 - 漁港区-4ｍ、-5ｍ桟橋が完成する。
- 1973年11月 - 富士興産3,500ｔ、5,000ｔ専用桟橋が完成する。
- 1974年8月 - 富士興産75,000ｔ原油ドルフィンが完成する。小名浜木材倉庫株式会社が設立される。
- 1975年3月 - 小名浜臨海工業団地造成計画第1期工事が完成する。
- 1975年4月 - 藤原ふ頭が木材専用ふ頭として供用が開始される。
- 1975年9月 - 1号ふ頭東側の一部を漁港区に変更する。
- 1976年3月 - 1号ふ頭旧石炭岸壁を-7.5ｍ5,500ｔ岸壁へ改修し完成する。
- 1976年10月 - 第5次港湾整備5か年計画が策定される。
- 1977年3月 - 7号ふ頭小船溜りが完成する。
- 1977年4月 - 大剣埠頭第1号岸壁の供用が開始される。
- 1977年12月 - 貨物取扱数量が初めて1,000万トンを超える。
- 1978年1月 - 大剣埠頭西側の供用が開始される。
- 1978年5月 - 大剣埠頭東側の供用が開始される。
- 1980年5月 - 1号ふ頭東側1万t岸壁を漁港区に開放する。
- 1980年6月 - 7号ふ頭西側の供用が開始される。
- 1981年3月 - 港湾審議会第92回計画部会で港湾整備計画が了承される。
- 1981年4月 - 大剣上屋の供用が開始される。
- 1981年11月 - 7号ふ頭東側に県営荷役機械揚力20tクレーン1号機が設置される。第6次港湾整備5か年計画が策定される。
- 1982年3月 - 鉱産品専門ふ頭である7号ふ頭東側の供用が開始される。
- 1982年4月 - 7号ふ頭東側が第3セクター方式で運営されるのに伴い、小名浜埠頭株式会社が設立される。
- 1982年10月 - 港湾区域の変更が行われる。
- 1983年10月 - 港湾長期計画策定に基づく小名浜港東構築の起工式が挙行される。
- 1984年2月 - 7号ふ頭東側に県営荷役機械揚力20tクレーン2号機が設置される。
- 1984年8月 - 小名浜石油株式会社専用5,000t桟橋が完成する。
- 1984年11月 - 小名浜港高圧ガス桟橋が完成する。C.O.M（石炭・油混合燃料）の生産が開始される。
- 1985年1月 - 国際貿易港としての開校以来、１万隻入港を達成する。
- 1985年3月 - 小名浜臨港道路小名浜港トンネルが完成する。
- 1986年11月 - 第7次港湾整備5か年計画が策定される。
- 1987年2月 - 漁港区-5m岸壁が完成する。
- 1987年3月 - 大剣緑地公園が完成する。
- 1987年10月 - 大剣埠頭内貿コンテナバースの供用が開始される。
- 1989年4月 - 2号ふ頭3、4号岸壁の供用が開始される。
- 1990年4月 - 漁港区-5.5m岸壁の供用が開始される。
- 1991年11月 - 第8次港湾整備5か年計画が策定される。
- 1993年8月 - 7号ふ頭東側に県営荷役機械揚力20tクレーン3号機が設置される。
- 1993年11月 - 港湾審議会大第147回計画部会において港湾整備計画が了承される。
- 1994年8月 - いわきサンマリーナの供用が開始される。
- 1995年9月 - いわきサンマリーナにて国体ヨット競技が開催される。
- 1996年2月 - 福島県告示200号により特定港湾開発地区として37haが指定される。
- 1996年12月 - 第9次港湾整備5か年計画が策定される。
- 1997年7月 - いわき市観光物産センター「いわき・ら・ら・ミュウ」が1号ふ頭にオープンする。
- 1997年12月 - 大剣埠頭に外貿コンテナ用多目的クレーンが設置される。
- 1998年2月 - 東港地区工事の施工が着手される。
- 1998年4月 - 県有ケーソンヤード、大剣埠頭外貿コンテナバースの供用が開始される。
- 1998年9月 - 外貿コンテナ2航路（東南アジア、韓国）が開設される。
- 2000年7月 - アクアマリンふくしまが2号ふ頭にオープンする。
- 2000年9月 - 大剣埠頭に外貿コンテナ用ガントリークレーンが設置される。
- 2000年12月 - 1・2号ふ頭にてアクアマリンパーク1期事業が概成する。
- 2002年1月 - 外貿コンテナ韓国航路が中国へ延伸する。
- 2003年6月 - 国際貿易港としての開校以来2万隻を達成する。
- 2003年11月 - 交通政策審議会第8回港湾分科会において港湾計画が改訂される。
- 2004年3月 - 5号ふ頭に県営荷役機械ジブクレーンが設置される。
- 2004年4月 - 5・6号ふ頭の全面供用が開始される。
- 2004年7月 - 国際船舶・港湾保安法に基づき、ふ頭保安対策が強化される。
- 2004年9月 - 藤原コンテナフレートステーションの供用が開始される。
- 2005年10月 - アクアマリンパークに吊り区域が正式に開設される。
- 2005年12月 - 県営小名浜港くん蒸紙やの供用が開始される。
- 2007年5月 - 県営ホッパ分岐施設の供用が開始される。
- 2008年4月 - アクアマリンパーク交流館小名浜さんかく倉庫の供用が開始される。
- 2010年1月 - 東港地区福島県最終ケーソン進水式が行われる。
- 2010年3月 - 東港地区臨港道路工事の施工が着手される。
- 2010年8月 - 重点港湾に指定される。
- 2011年3月11日 - 東日本大震災が発生し、地震、津波により被災する。
- 2011年5月 - 国際バルク戦略港湾（石炭）に指定される。
- 2012年11月 - 大剣埠頭ガントリークレーンの供用が開始される。
- 2013年6月 - 5号ふ頭橋形クレーン式アンローダーの供用が開始される。
- 2013年12月 - 特定貨物輸入拠点港湾（石炭）に指定される。
- 2014年 - 主要な公共ふ頭34バースが全て津波被害より復旧する。
- 2015年内 - すべての港湾施設が津波被害より復旧する。
- 2015年1月 - 東港地区耐震強化岸壁工事が着手される。
- 2015年3月 - 小名浜魚市場が移転開場する。
- 2016年11月 - おなはまポートラジオが開局する。
- 2017年4月 - 東港地区臨港道路小名浜マリンブリッジが竣工する。
- 2018年6月 - 1・2号ふ頭後背地にイオンモールいわき小名浜がオープンする。
- 2019年12月 - 東港地区の暫定供用が開始される。
- 2022年6月1日 - 津波被害を受けていたいわきサンマリーナの運営が再開される。

## 周辺
- 三崎公園 … 小名浜港の東にある岬の高台にある公園。いわきマリンタワーがそびえ立つ。
- 日産自動車いわき工場 - 大剣地区と国道6号常磐バイパスを挟み向かい側に立地し、小名浜臨海工業団地の最北西部に位置する。

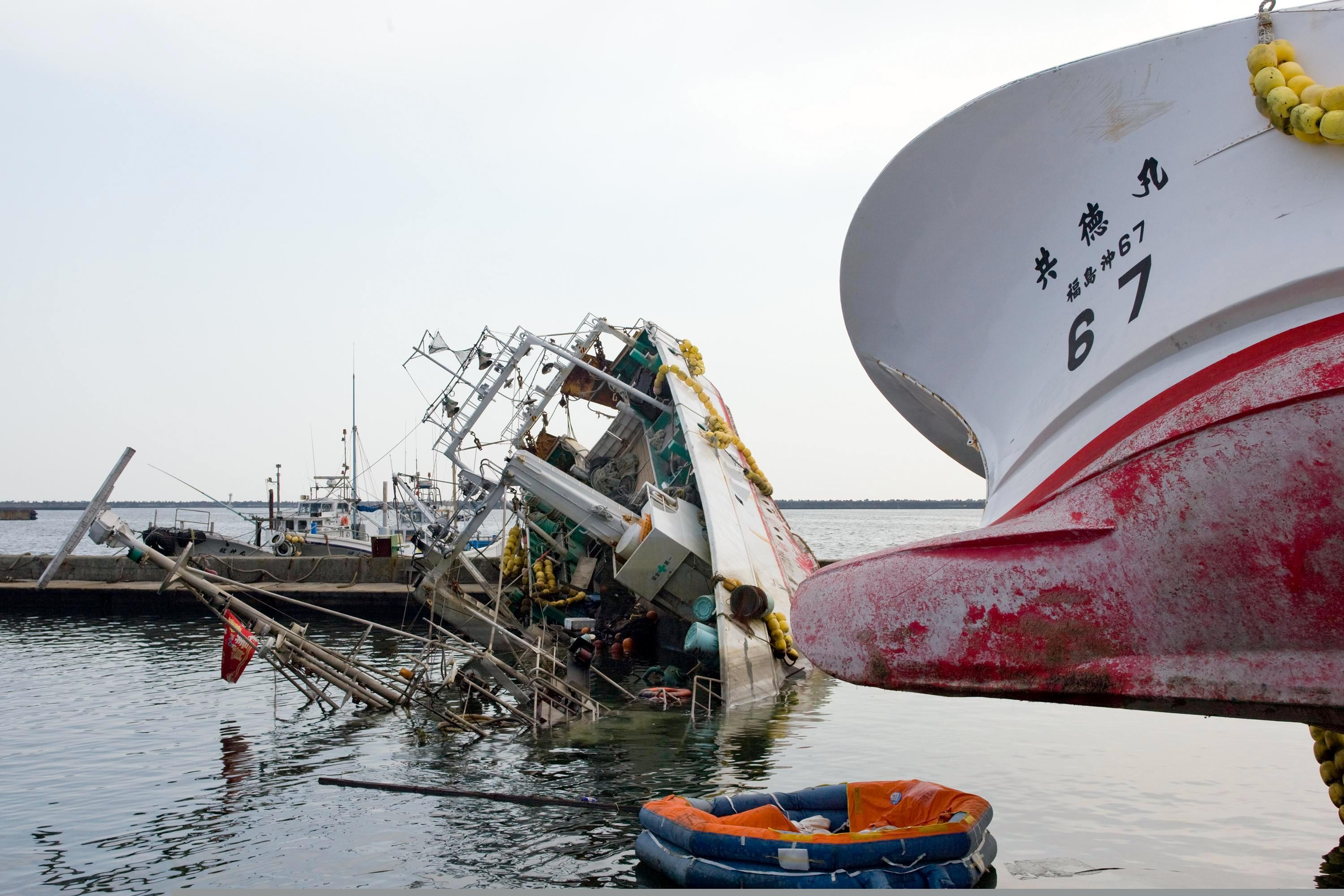
東北地方太平洋沖地震後の小名浜港

## 映画に登場した小名浜港
- トラック野郎・一番星北へ帰る（1978年、東映）- 主人公の星桃次郎（菅原文太）とライバル（BIG99）の乱闘シーンが撮影された。

## その他
- 1970年1月31日、爆弾低気圧（昭和45年1月低気圧）による波浪のため、港内に停泊していた貨物船「空光丸」（18,147トン）が走錨を起こして沈没、事故の責任を取る形で船に残った一等航海士を含め15人が死亡。また、他の船でも岸壁に打ち付けられるなどの被害が出た。同年2月、事故を受けて全日本海員組合は港内の防波堤よりコンビナートの岸壁が優先して建設されている実情を取りまとめ、運輸大臣にあてて警告書を出している[3]。